# Turów Zgorzelec
Maillots
Le Koszykarski Klub Sportowy Turów Zgorzelec S.A., est un club polonais de basket-ball basé dans la ville de Zgorzelec. Le club évolue en deuxième division du championnat polonais.

## Historique
Le club est fondé en 1948 et la section de basket-ball masculin est créée en 1964.
Le 14 juillet 2006, le club change de statut juridique et prend le nom de KKS Turów Zgorzelec S.A..

## Galerie

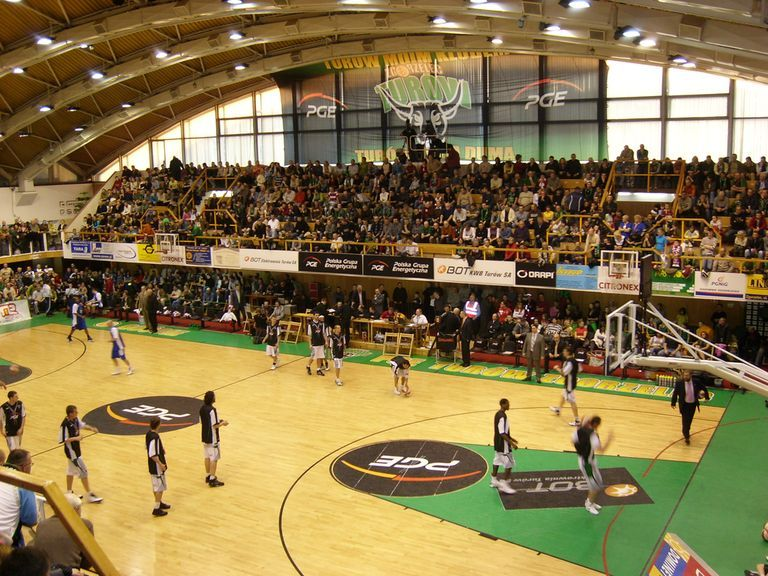

## Palmarès

### Championnat de Pologne
- Champion en : 2014

## Entraîneurs successifs
- 2006-2009 :  Sašo Filipovski
- 2009-2010 :  Andrej Urlep
- 2010-2012 :  Jacek Winnicki (en)
- 2012- :  Miodrag Rajković (pl)

## Effectifs successifs

### Saison 2014-2015
- Entraineur :  Serbie Miodrag Rajkovic

- No 1 :  Mardy Collins
- No 7 :  Damian Kulig
- No 8 :  Michał Chyliński
- No 9 :  Karolak
- No 10 :  Nemanja Jaramaz
- No 11 : Gospodarek
- No 14 :  Vlad Moldoveanu
- No 15 :  Olek Czyż
- No 21 :  Tomy Taylor
- No 33 :  Chris Wright

## Joueurs célèbres ou marquants
- TJ Thompson
- Mardy Collins
- David Jackson
- Aaron Cel
- Mateusz Kostrzewski
- J.P. Prince